# 豊橋まつり

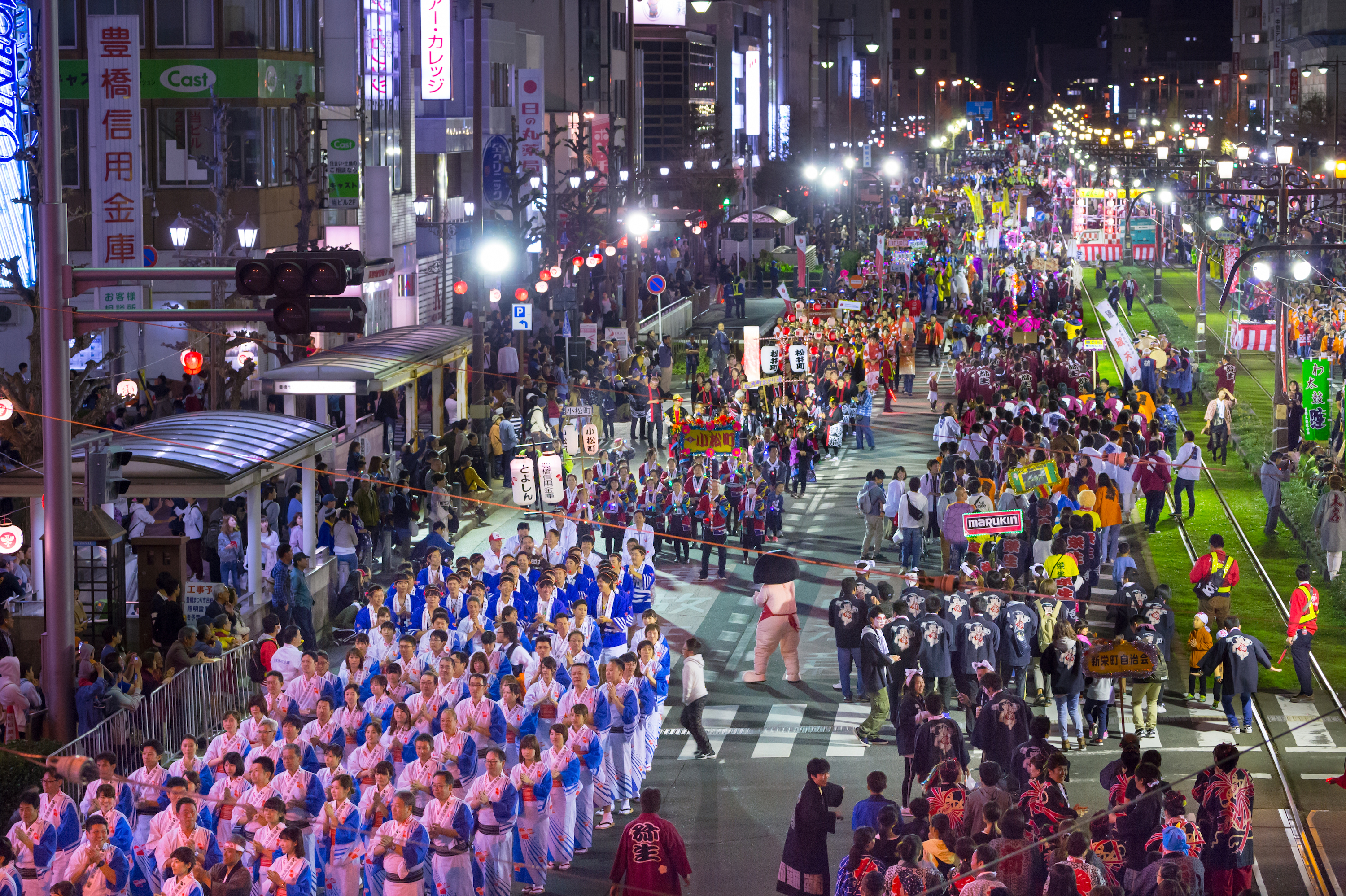
総おどり

豊橋まつり（とよはしまつり）は、愛知県豊橋市で毎年10月第3土・日曜日に開催されるイベント。
1953年（昭和28年）に豊橋市中心部の商店街で開催された商工祭を起源としている。翌1954年（昭和29年）から市民総参加を目指して「豊橋まつり」となった。
2014年（平成26年）の第60回から名称を「ええじゃないか豊橋まつり」に改めた。
2020年（令和2年）・2021年（令和3年）は中止となった。

## 内容

### 総おどり
豊橋まつりの見所の一つ。1997年（平成9年）から開催場所を広小路通りから駅前大通に変更した。2005年（平成17年）までは「市民総おどり」と呼んでいたが、2006年（平成18年）からは「総おどり」と呼ばれる。豊橋市のメインストリートである駅前大通を歩行者天国にして、市民団体や協賛企業の社員などが一斉に踊る。これまでは、祭り初日の土曜夜に開催されていたが、2006年（平成18年）のみ2日目の日曜夜に開催された。ところが日曜開催だと、翌日月曜の職務に支障が出るなど、不評が相次いだ事から、2007年（平成19年）からは再び土曜開催に戻された。

### ええじゃないか豊橋パレカ
「パレカ」とはパレード＆カーニバルという意味。これまでの「カーニバル大行進」に代わるイベントとして、2006年（平成18年）から市制施行100周年を機に、新たに導入された。鼓笛隊、伝統芸能、装飾車両などが街中を行進する。

### ええじゃないか豊橋ダンスコンテスト
豊橋市内や周辺地域の市民団体が、地元発祥とされる「ええじゃないか」をテーマとしたパフォーマンスを競い合う。「ええじゃないかパレカ」と同じく、市制100周年を機に2006年（平成18年）から導入された。

### 子ども造形パラダイス

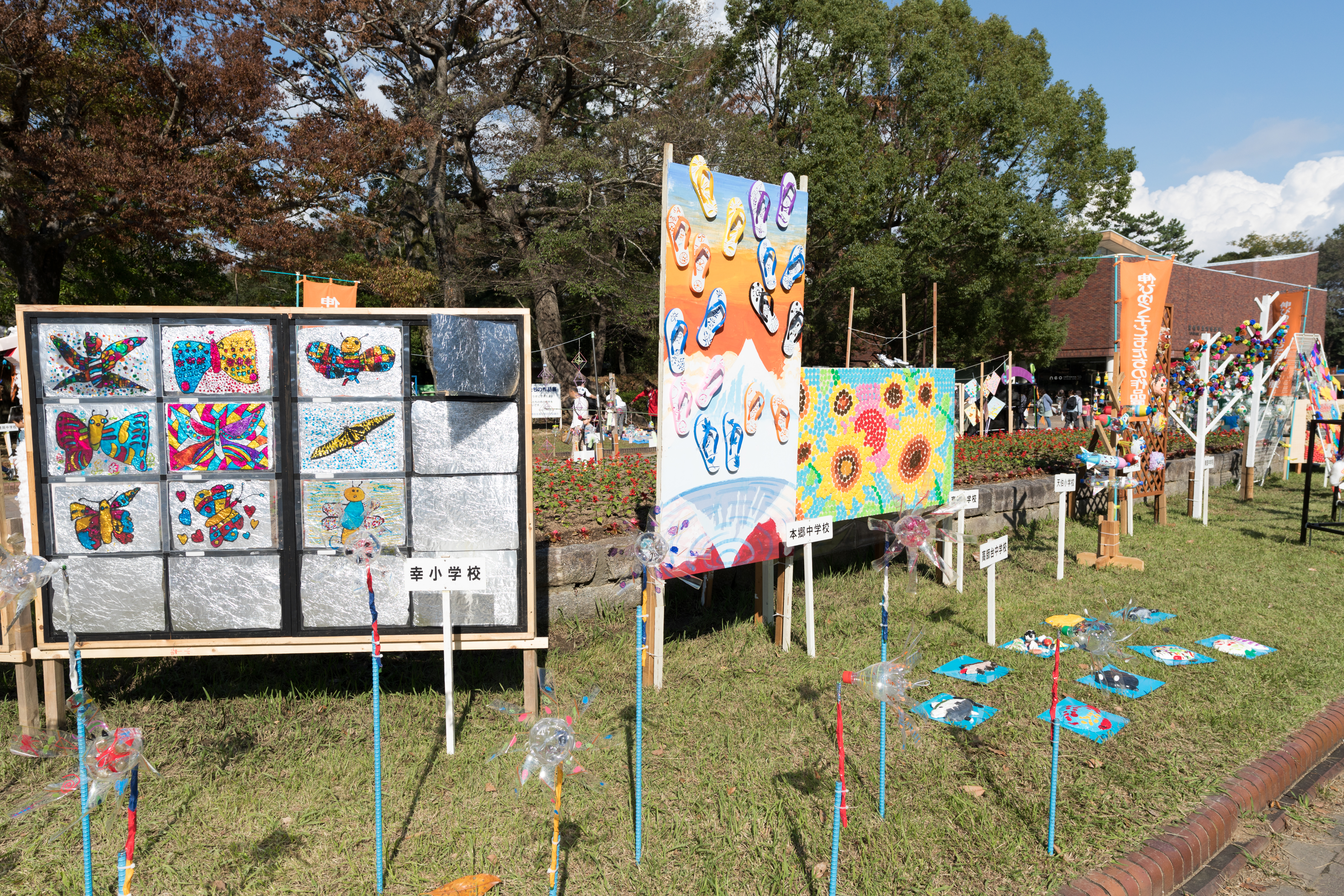
造形パラダイス

豊橋市内の公立小中学校の全生徒から､作品を募集し､豊橋公園にて全て展示を行う｡これにより豊橋市内の中学校の美術や小学校の図画工作の授業では9月頃から造形パラダイスに出展する作品を作り出すことが習慣化している｡

### JICHIKAIアンバサダー（Q）
1960年（昭和35年）から豊橋市自治連合会では各校区から祭りを盛り上げる女性限定の「豊橋まつりクイーン」を代表として出していた。 2023年（令和5年）に性別要件を撤廃して「JICHIKAIアンバサダー（Q）」に改称することになった。

## 交通

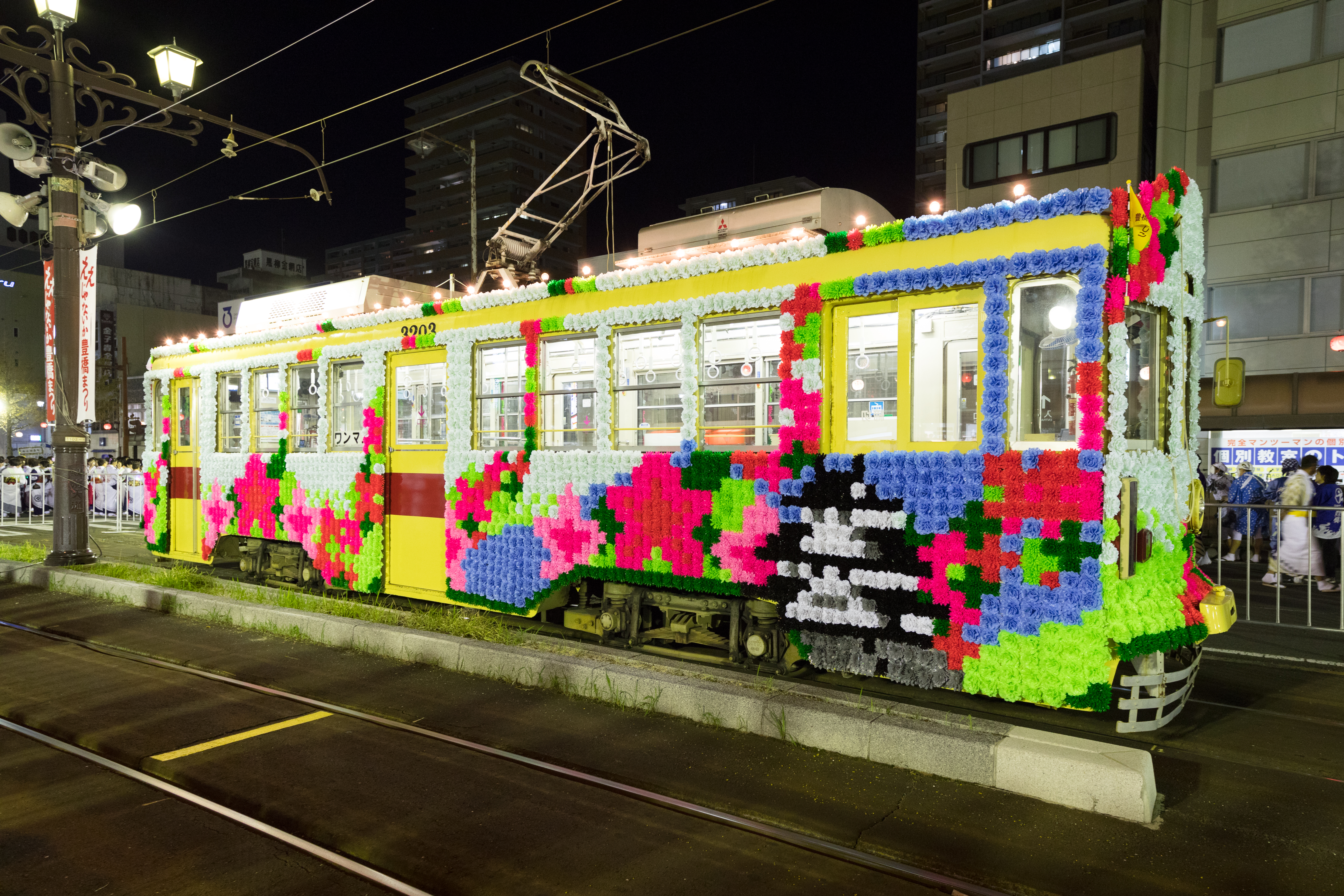
花電車

この祭りが近づくと市内電車の3200形（イベント専用のモ3203号車）が装飾され、花電車として祭り当日まで走行する。また豊橋駅周辺には「豊橋まつり」と書かれた紅白の堤燈が飾られる。
- 豊橋駅周辺会場（「ええじゃないか豊橋パレカ」「総おどり」等） - 豊橋駅下車。但し、「総おどり」開催中は路面電車（豊橋鉄道東田本線）の駅前停留場から新川停留場間は運転されず、豊橋駅からは代行バスが札木停留場まで運行される。
- 豊橋公園会場（「子ども造形パラダイス」等） - 豊橋鉄道東田本線の市役所前停留場又は豊橋公園前停留場下車、徒歩約5分。